# Amphioplus conductus
Amphioplus conductus är en ormstjärneart som beskrevs av Jean Baptiste François René Koehler 1922. Amphioplus conductus ingår i släktet Amphioplus och familjen trådormstjärnor. Inga underarter finns listade i Catalogue of Life.